# Rupakot (Tanahu)
Rupakot (nep. रुपाकोट) – gaun wikas samiti w zachodniej części Nepalu w strefie Gandaki w dystrykcie Tanahu. Według nepalskiego spisu powszechnego z 2001 roku liczył on 1013 gospodarstw domowych i 4647 mieszkańców (2604 kobiet i 2043 mężczyzn).